# Николай Гигов
Николай Борисов Гигов е български бизнесмен, бивш президент и собственик на футболните клубове Локомотив Пловдив и Локомотив София.
Основният бизнес на Гигов е свързан с търговията на оръжие. Собственик или съсобственик е на следните фирми: Делта-Г, „Предприятие за преработка на отпадъци“ АД, „Екотайм“ и др.
В началото на 1990-те години става президент и собственик на Локомотив Пловдив. През 1994 година напуска Пловдив и се ориентира към София.
Опитва се да стане президент на ЦСКА София, но губи в гласуването от бизнесмена Илия Павлов.
Същата година Гигов застава начело на Локомотив София. През 2015 година напуска клуба, като го оставя без лиценз за професионален футбол, с дългове за над 3 милиона лева и потънали в разруха ДЮШ и терени в спортен комплекс Локомотив.
Баща е на журналистката Ели Гигова.